# Istone-lisina N-metiltransferasi
La istone-lisina N-metiltransferasi è un enzima appartenente alla classe delle transferasi, che catalizza la seguente reazione:
S-adenosil-L-metionina + L-lisina su un istone ⇄ S-adenosil-L-omocisteina + N6-metil-L-lisina su un istone
Fa parte di un gruppo di enzimi che metilano le proteine.